# ستيفن ديتز
ستيفن ديتز (بالإنجليزية: Steven Dietz)‏ هو كاتب مسرحي أمريكي، ولد في 23 يونيو 1958.